# Campionati Internazionali di Sicilia 1971
I Campionati Internazionali di Sicilia 1971 sono stati un torneo di tennis giocato sulla terra rossa. È stata la 1ª edizione dei Campionati Internazionali di Sicilia, che fanno parte del Pepsi-Cola Grand Prix 1971 e dei Tornei di tennis femminili indipendenti nel 1971. Si sono giocati a Palermo in Italia, dal 12 al 18 aprile 1971.

## Campioni

### Singolare maschile
Roger Taylor ha battuto in finale  Pierre Barthes con il punteggio di 6–3 4–6 7–6 6–2

### Doppio
Pierre Barthes /  Georges Goven hanno battuto in finale  Ilie Năstase /  Ion Țiriac con il punteggio di 6–2, 6–3

### Singolare femminile
Helga Schultze-Hösl ha battuto in finale  Gail Sherriff Chanfreau Lovera con il punteggio di 6–3 4–6 7–6

### Doppio femminile
Helga Schultze-Hösl /  Gail Sherriff Chanfreau Lovera hanno battuto in finale  Marie Neumannova Pinterova /  Mila Holubova con il punteggio di 6–4 6–3